# Stetka Éva
Stetka Éva, eredeti neve Stetka Mária Éva (Szeged, 1931. március 26. – Debrecen, 1999. március 29.) magyar költő, műfordító, esszéíró, tanár, a debreceni Egyetemi Könyvtár munkatársa volt.

## Élete és munkássága
A debreceni Dóczi Ref. Leánygimnáziumban érettségizett, 1953-ban a budapesti egyetemen szerzett francia–magyar szakos tanári diplomát. Doktori disszertációját Paul Claudelről írta.
1953 és 1955 között Pécsett, majd 1955 1957 között Debrecenben volt középiskolai tanár. 1957-ben a debreceni egyetem romanisztikai tanszékére nevezték ki tanársegédnek. 1960-tól a debreceni Egyetemi Könyvtárban volt könyvtáros. Első versei a Vigíliában jelentek meg. 1965-től betegsége miatt 34 éves korától túlnyomórészt kórházban töltötte az életét, nyugdíjasként élt Debrecenben. 
Lírikusként elfeledte az utókor, többnyire az asztalfióknak írt. Édesanyja pestisben hunyt el. Az ő haláltusája, majd saját gyermekkori szívbetegsége, csalódásai érlelték személyiségét és költészetét. Felnőttkorára Stetka Éva a társadalom peremére sodródott. Költészetében megpróbálta bemutatni az élet értelmét megtalált lélek könyörgését, a szeretet tapasztalatáért.
Debreceni költőnőd igazán tehetséges! És csak 18 esztendős! Verseit kissé később kellene kiadásra benyújtani ide-oda, akkor, amikor majd tartalmilag is egységesen érett lesz. A szelleme, amit ez a három darab elárul, s a te közlésed kiegészít számomra, igen jóravaló, mindenfelé nyitott lelkű, érzékelésre és intellektuális élményekre egyformán gazdagon képes emberre mutat. Csakugyan pompás ígéretnek látszik s a jó formaérzék mellett még elsőrangúan játékosnak is, ami megóvhatja a nehézkes laposságoktól... A három cserép rezedának kitűnő a hangfogása.

## Művei
- Az ébredés partjáig. Budapest: Szépirodalmi Kiadó. 1958
- Az egyenlőtlen lépés. Budapest: Magvető Könyvkiadó. 1963
- Fehértől feketéig. Budapest: Magvető Könyvkiadó. 1966
- Kert. Magvető Könyvkiadó. Budapest. 1971
- Eldobott gyötrelem. Válogatott és új versek; Csokonai, Debrecen, 1990 ISBN 9789632600079